# 1393
| [ Edytuj tabelę ]                          |                                                                                                |
| Król Polski                                | - 1384 Jadwiga Andegaweńska 1399 - 1386 Władysław II Jagiełło 1434                             |
| Współksiążęta Andory                       | - 1388 Galcerà de Vilanova 1396 - 1391 Mateusz 1396                                            |
| Król Anglii                                | - 1377 Ryszard II 1399                                                                         |
| Król Aragonii i Walencji, hrabia Barcelony | - 1387 Jan I Myśliwy 1396                                                                      |
| Władca Azteków                             | - 1376 Acamapichtli 1395                                                                       |
| Elektor Brandenburgii                      | - 1388 Jodok z Moraw 1411                                                                      |
| Książę Bawarii-Ingolstadt                  | - 1375 Stefan III 1413                                                                         |
| Książę Bawarii-Landshut                    | - 1375 Fryderyk 1393 - 1393 Henryk XVI Bogaty 1450                                             |
| Książę Bawarii-Monachium                   | - 1375 Jan II 1397                                                                             |
| Książę Burgundii                           | - 1364 Filip II Śmiały 1404                                                                    |
| Cesarz Bizancjum                           | - 1391 Manuel II Paleolog 1425                                                                 |
| Car Bułgarii                               | - 1371 Iwan Szyszman 1393 - 1356 Iwan Stracimir 1396                                           |
| Cesarz Chin                                | - 1368 Hongwu 1398                                                                             |
| Król Cypru                                 | - 1382 Jakub I 1398                                                                            |
| Król Czech                                 | - 1378 Wacław IV Luksemburski 1419                                                             |
| Król Danii                                 | - 1387 Małgorzata I 1412                                                                       |
| Dalajlama                                  | - 1391 Gendun Drup 1474                                                                        |
| Władca Egiptu                              | - 1390 Barkuk 1399                                                                             |
| Cesarz Etiopii                             | - 1382 Dawid I 1413                                                                            |
| Król Francji                               | - 1380 Karol VI 1422                                                                           |
| Król Gruzji                                | - 1360 Bagrat V Wielki 1393 - 1393 Jerzy VII 1407                                              |
| Hrabia Holandii                            | - 1358 Albert 1404                                                                             |
| Cesarz Japonii                             | - 1392 Go-Komatsu 1412                                                                         |
| Kalif                                      | - 1389 Al-Mutawakkil I 1406                                                                    |
| Król Kastylii i Leónu                      | - 1390 Henryk III Chorowity 1406                                                               |
| Patriarcha Konstantynopola                 | - 1391 Antoni IV 1397                                                                          |
| Władca Korei                               | - 1392 T’aejo 1398                                                                             |
| Wielki książę litewski                     | - 1382 Jagiełło 1400 - 1392 Witold 1430                                                        |
| Cesarz Majapahitu                          | - 1389 Wikramawardhana 1429                                                                    |
| Sułtan Maroka                              | - 1387 Abu al-Abbas Ahmad 1393 - 1393 Abd al-Aziz II 1396                                      |
| Książę Mediolanu                           | - 1378 Giovanni Galeazzo 1402                                                                  |
| Wielki książę moskiewski                   | - 1389 Wasyl I 1425                                                                            |
| Król Nawarry                               | - 1387 Karol III Szlachetny 1425                                                               |
| Król Norwegii                              | - 1387 Małgorzata I 1412                                                                       |
| Elektor Palatynatu                         | - 1390 Ruprecht II 1398                                                                        |
| Papież awinioński                          | - 1378 Klemens VII 1394                                                                        |
| Papież                                     | - 1389 Bonifacy IX 1404                                                                        |
| Król Portugalii                            | - 1385 Jan I 1433                                                                              |
| Cesarz Rzymski (niemiecki)                 | - 1378 Wacław IV Luksemburski 1400                                                             |
| Kapitanowie Regenci San Marino             | - 1393 Gozio di Mucciolino Antonio Tegna 1393 - 1393 Bartolino di Antonio Nicolò di Giove 1393 |
| Książę Serbii                              | - 1389 Stefan IV Lazarević 1402                                                                |
| Elektor Saksonii                           | - 1388 Rudolf III Saski 1419                                                                   |
| Król Szkocji                               | - 1390 Robert III Stewart 1406                                                                 |
| Król Szwecji                               | - 1389 Małgorzata 1412                                                                         |
| Król Tajlandii                             | - 1388 Ramesuan 1395                                                                           |
| Sułtan Turków                              | - 1389 Bajazyd I 1402                                                                          |
| Doża Wenecji                               | - 1382 Antonio Veniero 1400                                                                    |
| Król Węgier                                | - 1382 Maria Andegaweńska 1395 - 1387 Zygmunt Luksemburski 1437                                |
| Wielki mistrz zakonu krzyżackiego          | - 1391 Konrad von Wallenrode 1393 - 1393 Konrad von Jungingen 1407                             |

Rok 1393 / MCCCXCIII
stulecia: XIII wiek ~
XIV wiek ~
XV wiek

lata: 1383 «
1388 «
1389 «
1390 «
1391 «
1392 «
1393
» 1394
» 1395
» 1396
» 1397
» 1398
» 1403

## Wydarzenia w Polsce
- 5 stycznia – Roman I, hospodar mołdawski złożył akt hołdowniczy wobec Jadwigi i Władysława Jagiełły.
- 25 lutego – Przeworsk otrzymał prawa miejskie

- Porwanie księcia Janusza I Starszego ze Złotorii na Podlasiu przez rycerzy krzyżackich i odstawienie go do Malborka przed oblicze wielkiego mistrza Konrada von Junginen.
- Prawdopodobna lokacja miasta Chrzanowa.
- Prawdopodobna data uzyskania praw miejskich przez Pilicę.
- Królowa Jadwiga założyła przy katedrze krakowskiej na Wawelu bractwo psałterzystów.
- wejście wojsk polskich na teren księstwa Władysława Opolskiego[1]
- 26 października - Władysław Opolski przekazał wszystkie swoje posiadłości opolskie i wieluńskie bratankom Janowi Kropidle, Bolesławowi i Bernardowi z zachowaniem dożywocia[1]

## Wydarzenia na świecie
- 28 stycznia – król Francji Karol VI Szalony omal nie zginął podczas balu na swym dworze, gdy ogień objął łatwopalne kostiumy satyrów z pierza i smoły, jakie oprócz niego założyło jeszcze pięć innych osób, z których cztery poniosły śmierć.
- 20 marca – wikariusz generalny arcybiskupa praskiego Jan Nepomucen został z rozkazu króla Wacława IV utopiony w Wełtawie.
- 17 lipca – wojska tureckie zdobyły Tyrnowo, stolicę Bułgarii.

## Urodzili się
- wrzesień – Jakub z Marchii, włoski franciszkanin, legat papieski, misjonarz, święty katolicki (zm. 1476)

## Zmarli
- 15 lutego – Elżbieta pomorska, królowa Czech (ur. ok. 1346)
- 7 marca – Bogusław VI, książę wołogoski i rugijski (ur. 1354 lub 1356)
- 25 lipca – Konrad von Wallenrode, wielki mistrz zakonu krzyżackiego (ur. ?)
- 29 listopada – Leon V, król Małej Armenii (ur. 1342)
- data dzienna nieznana :
  - Bagrat V Wielki, król Gruzji (ur.?)